# Signal de Bernex
Le signal de Bernex est une colline située à Bernex en Suisse.  Elle domine la plaine de l'Aire et son point culminant est à 510 m (à la suite de son rehaussement dû à l'agrandissement des réservoirs d'eau potable entre 2003 et 2006). C'est le deuxième point le plus haut du canton de Genève après le lieu-dit Les Arales situé à Monniaz .
Le site possède une faune et une flore remarquables, dont des orchidées protégées. C'est un point d'observation sur le paysage typique de Genève dont les vignes. Des indications sont données par des tables d'orientation sur lesquelles figurent aussi des citations de Robert Hainard.

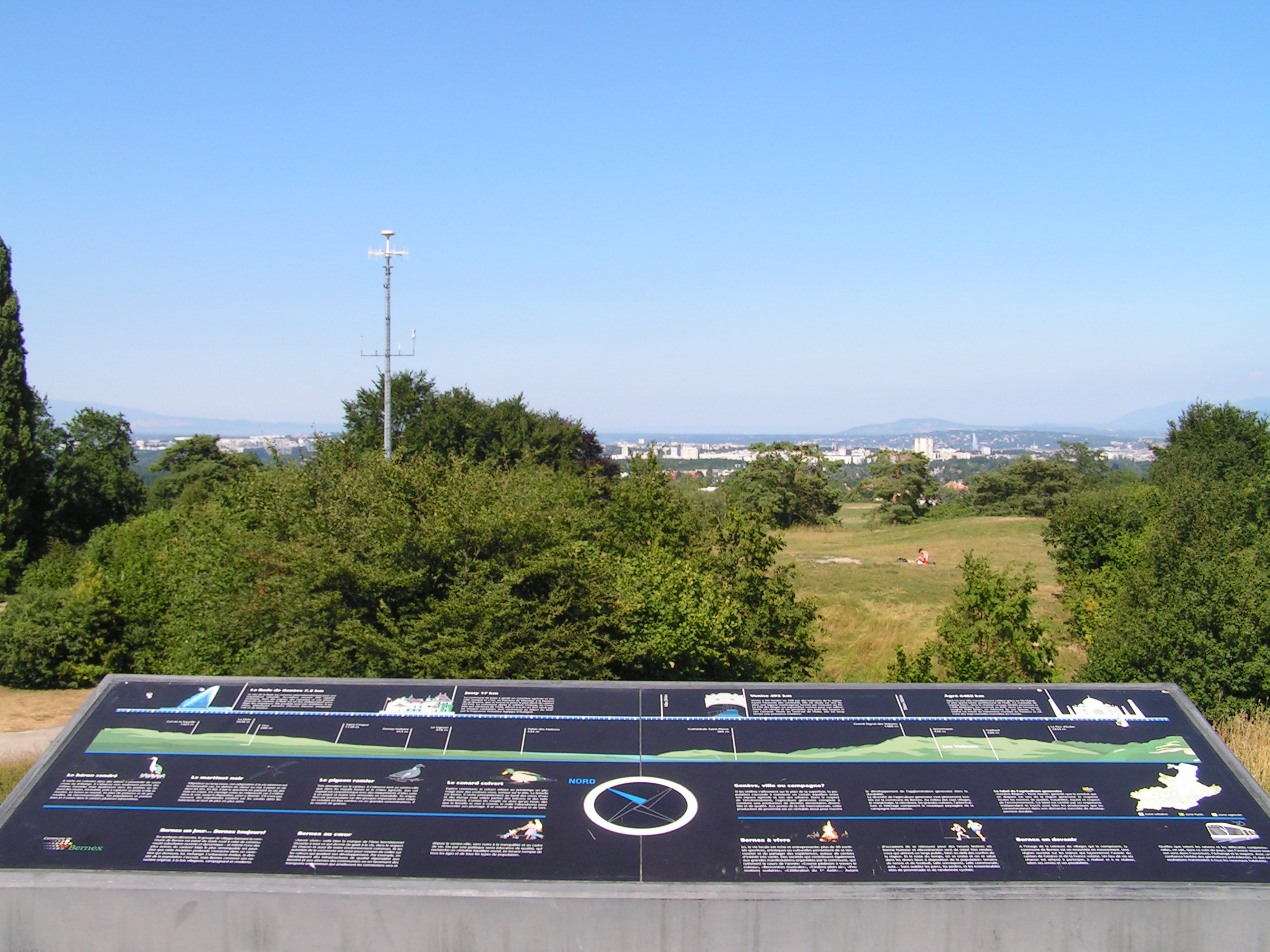
Vue nord-est (Lancy, Genève).
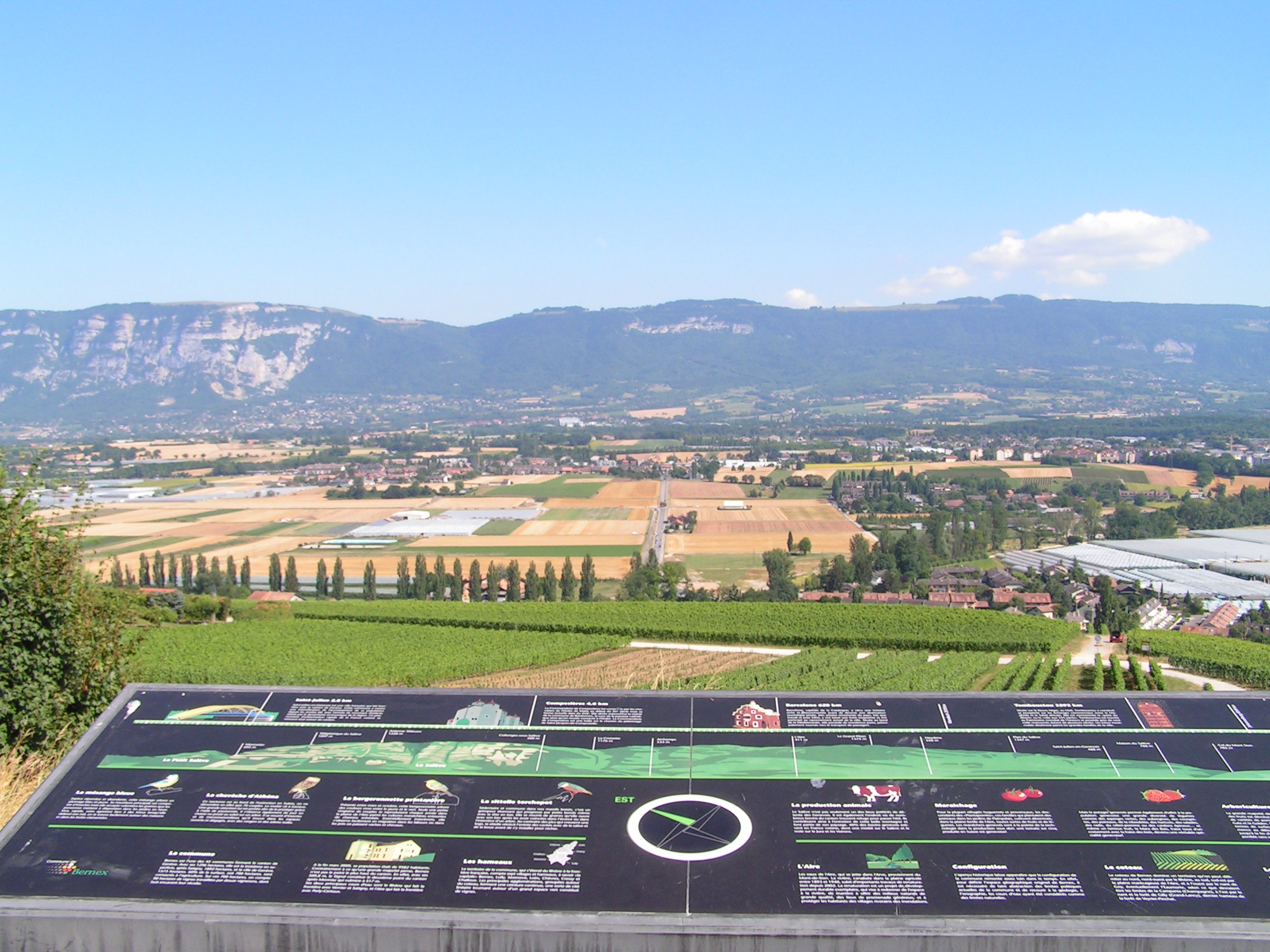
Vue sud-est (plaine de l'Aire et Salève).
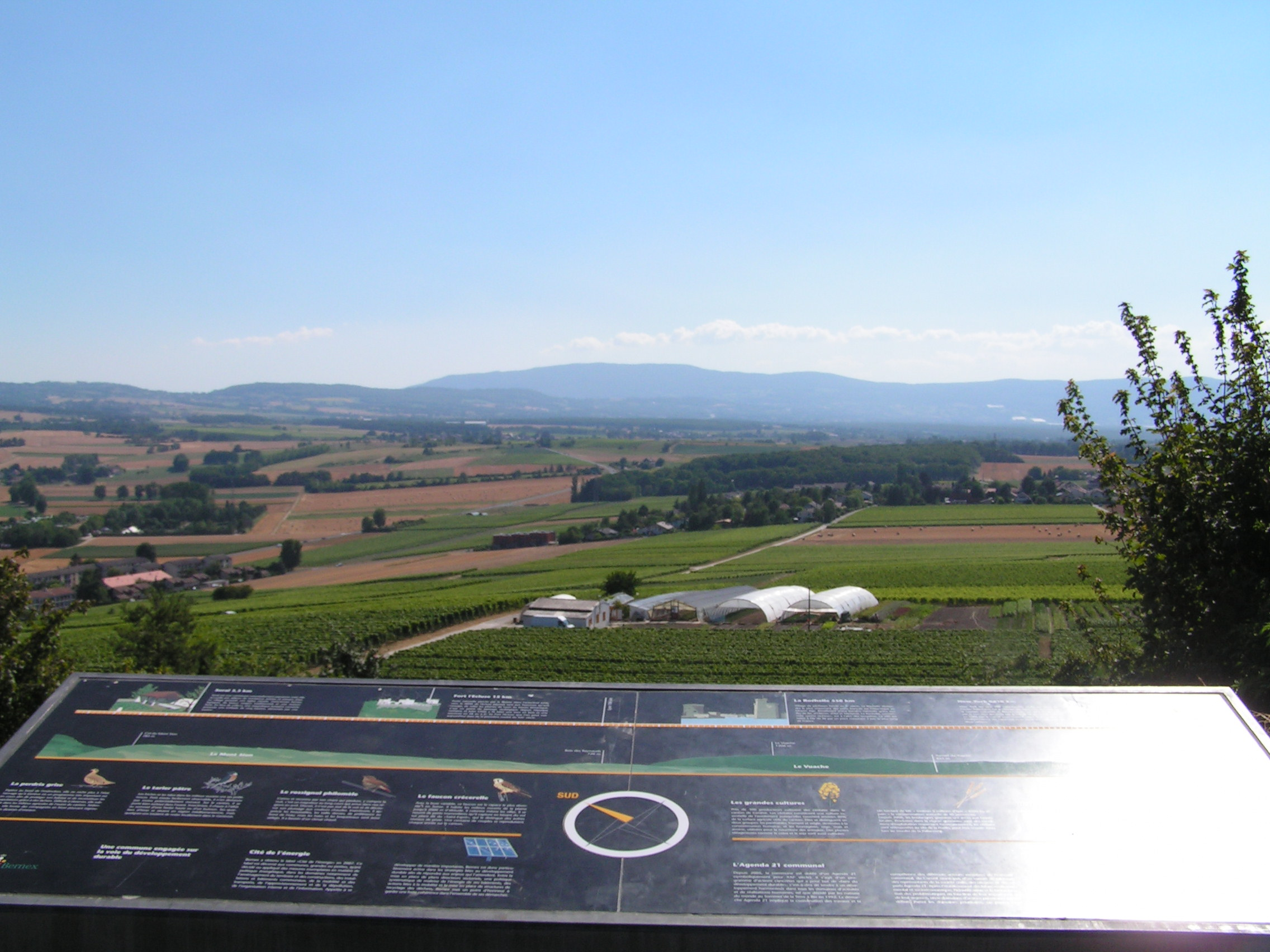
Vue sud-ouest (La Champagne genevoise, Le Vuache).
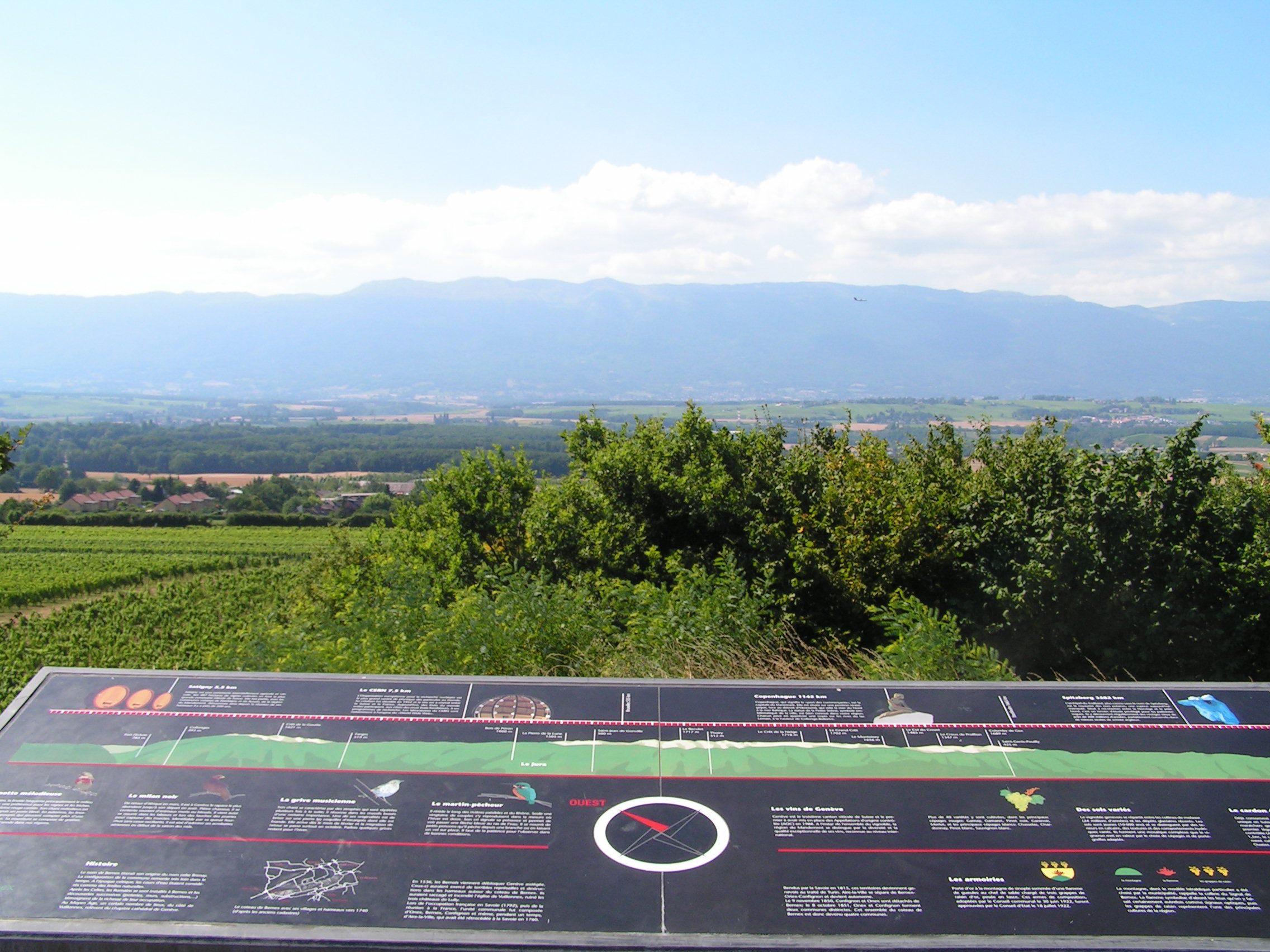
Vue nord-ouest (Le massif du Jura).
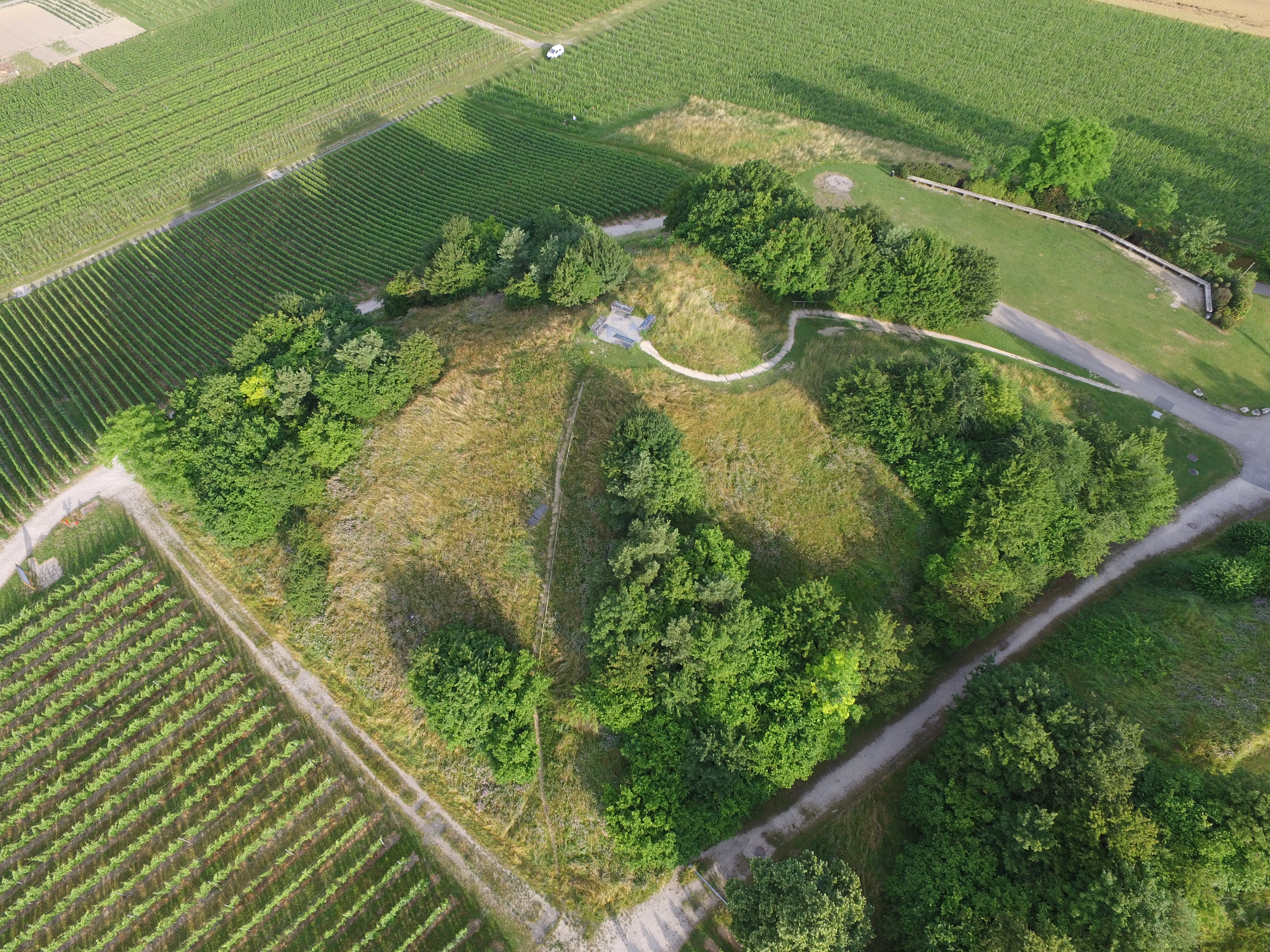
Vue aérienne du signal de Bernex.
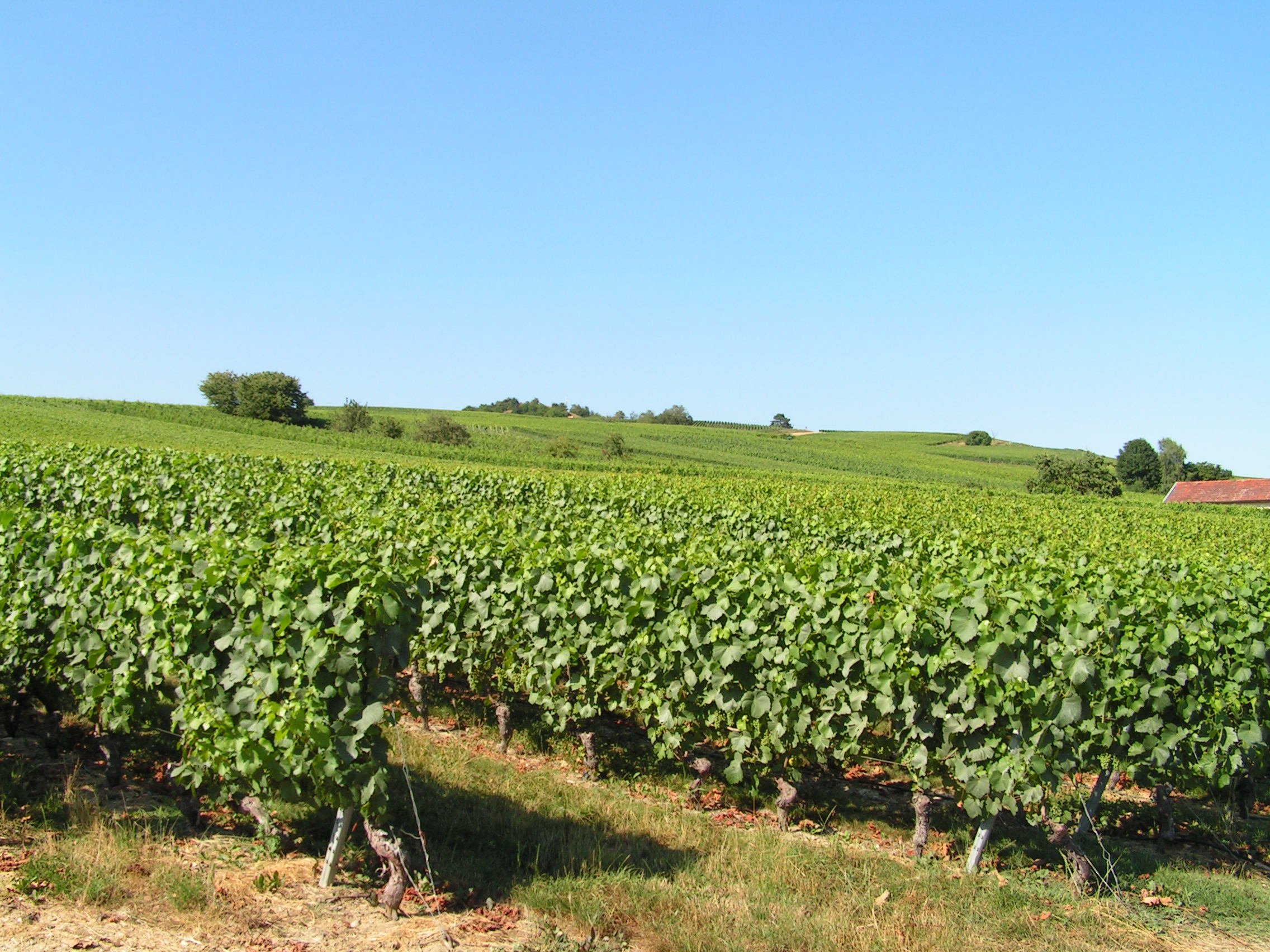
Versant sud du signal de Bernex.